# Dione Housheer
Dione Housheer (* 26. September 1999 in Gendringen, Niederlande) ist eine niederländische Handballspielerin, die dem Kader der niederländischen Nationalmannschaft angehört.

## Karriere

### Im Verein
Housheer begann das Handballspielen im Alter von fünf Jahren beim niederländischen Verein UGHV. Nachdem die Rückraumspielerin drei Jahre für den Verein AAC 1899 aus Arnheim aufgelaufen war, spielte sie ein Jahr für HV Fortissimo. Ab dem Jahr 2016 lief die Linkshänderin für VOC Amsterdam auf. Mit Voc gewann sie 2017 und 2018 die niederländische Meisterschaft sowie 2018 den niederländischen Pokal. Housheer schloss sich im Sommer 2018 dem dänischen Erstligisten Nykøbing Falster Håndboldklub an, mit dem sie im Dezember desselben Jahres den dänischen Pokal gewann. Im Sommer 2021 wechselte sie zum Ligakonkurrenten Odense Håndbold. Sie wurde als beste Spielerin auf der Position rechter Rückraum der Grundserie der Saison 2021/2022 ausgezeichnet. Mit Odense gewann sie 2022 die dänische Meisterschaft. Im Sommer 2024 wechselte sie zum ungarischen Erstligisten Győri ETO KC. Mit Győri ETO KC gewann sie 2025 die ungarische Meisterschaft und die EHF Champions League.

### In der Nationalmannschaft
Housheer lief anfangs für die niederländische Jugend- und Juniorinnennationalmannschaft auf. Mit diesen Auswahlmannschaften nahm sie an der U-17-Europameisterschaft 2015, an der U-19-Europameisterschaft 2017 und an der U-20-Weltmeisterschaft 2018 teil. Housheer bestritt am 28. Oktober 2017 ihr erstes Länderspiel für die niederländische A-Nationalmannschaft. Bei der Weltmeisterschaft 2019 gewann sie den WM-Titel. Ein Jahr später belegte sie den sechsten Platz bei der Europameisterschaft. Mit der niederländischen Auswahl nahm sie an den Olympischen Spielen in Tokio teil. Bei der Weltmeisterschaft 2023 warf sie 31 Tore und schloss das Turnier mit den Niederlanden auf dem fünften Platz ab.